# Luchthaven Lilongwe
Luchthaven Lilongwe (Lilongwe International Airport), ook bekend als Kamuzu International Airport, is een internationale luchthaven nabij de zesentwintig kilometer zuidelijker gelegen Malawiaanse hoofdstad Lilongwe. Het vliegveld is de thuisbasis van Malawi Airlines en Ulendo Airlink.  

## Verbindingen
- Ethiopian Airlines - Addis Abeba
- Kenya Airways - Nairobi
- Malawi Airlines - Blantyre, Dar es Salaam, Harare, Johannesburg, Lusaka, Nairobi
- Proflight Zambia - Lusaka
- South African Airways - Johannesburg
- Ulendo Airlink - Likoma Island, Mfuwe, Monkey Bay

Emirates SkyCargo voert vrachtvluchten uit naar Lilongwe.